# Peter Segervall
Peter Segervall, född omkring 1722 i Växjö, död 1751 i Växjö stadsförsamling, Kronobergs län, var en svensk bildhuggare.

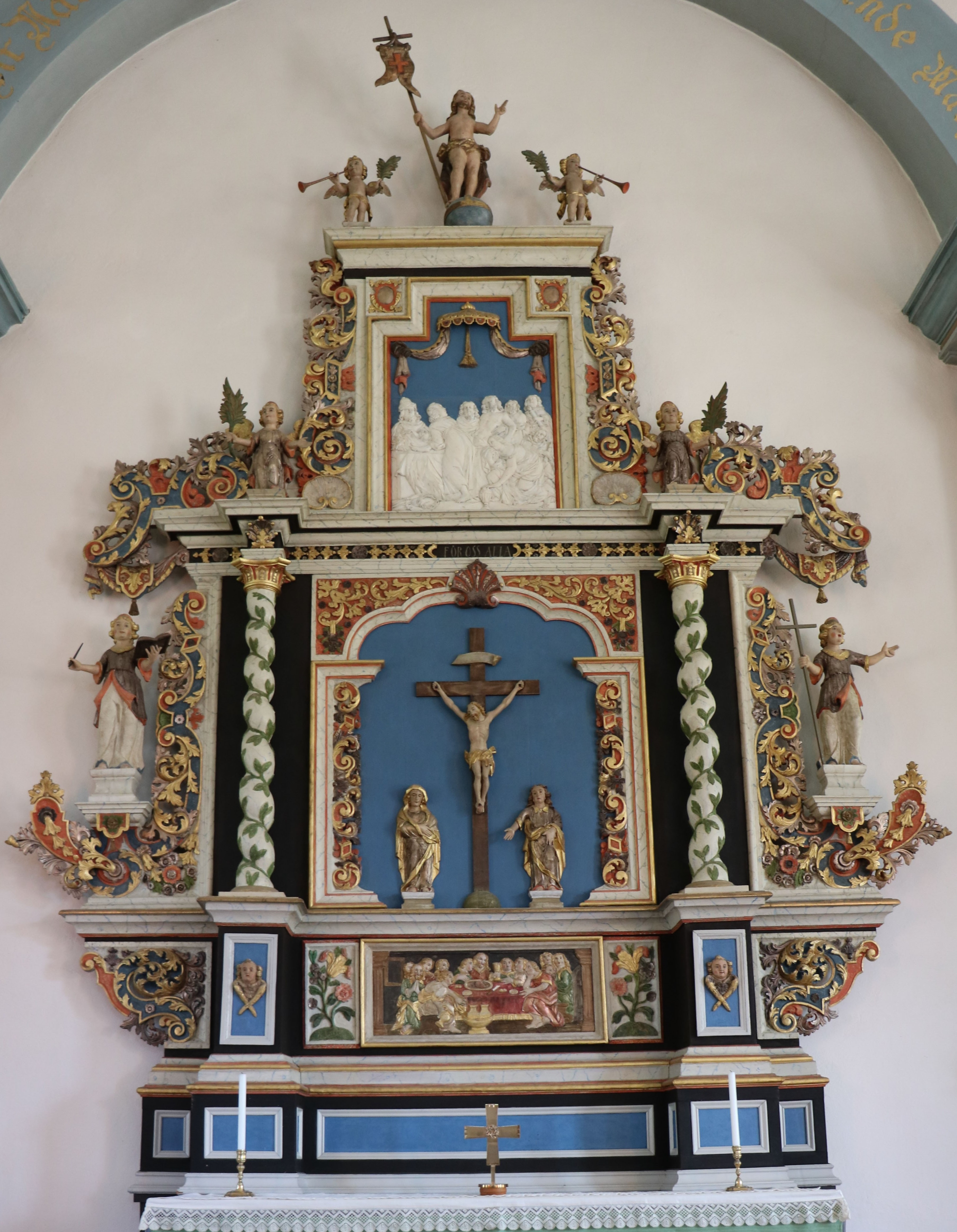
Peter Segervalls altaruppsats i Lenhovda kyrka

## Biografi
Peter Segervall var son till stiftsbildhuggaren Sven Segervall och Signe Ljungstedt och från 1749 gift med Sara Tursenia. Han kom in på Växjö skola 1732 och sedan han avbrutit sin skolgång blev han sin fars medhjälpare. Bland hans bevarade arbeten märks altarprydnader för Lenhovda kyrka i Kronobergs län som han utförde 1748.